# Domangart I di Dalriada
Domangart Réti (fl. V secolo) è stato re di Dál Riata (nell'odierna Scozia) tra la fine del V secolo e gli inizi del VI secolo.

## Biografia
Dopo la morte del padre e predecessore sul trono Fergus Mór. Ebbe almeno due figli: Comgall mac Domangairt e Gabrán, che salirono entrambi sul trono. La Vita tripartita di San Patrizio afferma che era presente alla morte del santo, avvenuta attorno al 493. Domangart morì attorno al 507 e gli succedette il figlio Comgall.
| Controllo di autorità | VIAF (EN) 6332153834761464450002 · GND (DE) 1167614194 |